# Fedderwardersiel
Das Nordseebad Fedderwardersiel ist eine Ortschaft in der Gemeinde Butjadingen im nordwestniedersächsischen Landkreis Wesermarsch. Sie liegt an der Außenweser und ist der einzige Fischereihafen in Butjadingen.

## Geschichte
Keramikfunde der Trichterbecherkultur, die bereits 1866/1867 gemacht wurden, sind schlecht dokumentiert.
Die frühmittelalterliche Besiedlung lässt sich anhand von Sodenwandbrunnen nachweisen, wie sie 1941 auch vor Fedderwardersiel entdeckt wurden. Die Besiedlung wurde wohl im Frühmittelalter vollständig aufgegeben, dann besiedelten Friesen die Region.
Butjadingen wurde in fränkischer Zeit Teil von Rüstringen (Riustri) und erstmals urkundlich erwähnt. Zwischen etwa 1000 und 1300 wurde Butjadingen zunehmend durch Deiche gegen die Nordseefluten geschützt. 1334 und 1362 veränderten schwere Sturmfluten die Form des Landes und machten schließlich aus Butjadingen für einige Zeit eine Insel.
Die Grafen von Stade und Bremen versuchten die Region unter ihre Kontrolle zu bringen, scheiterten jedoch an den Rüstringer Bauern. 1400 und 1401 plünderten Bremer Truppen Butjadingen. Bremen verzichtete erst 1424 auf alle Ansprüche. 1499 eroberte Oldenburg die Halbinsel, 1514 endete die Selbstständigkeit der Bauernrepubliken endgültig.
1530 wurde die Reformation eingeführt. Erst um 1700 begann die Wirtschaft Butjadingens sich zu erholen. Einen schweren Rückschlag stellte die verheerende Weihnachtsflut von 1717 dar, bei der allein zwischen Fedderwarden und Tettens neun Braken eingerissen wurden. 1740 kostete ein überaus harter Winter die Bauern ein Drittel ihres Viehs. Erst 1785 zeigte ein Gutachten des Kammerrates Bolken die Überwindung der katastrophalen Verhältnisse auf der Halbinsel. Zudem profitierte das Gebiet von der Blockadepolitik Napoleons ab 1804, vor allem Eckwardersiel.
Der Ort in der Wesermarsch entstand mit dem Bau eines Sieles und Sielhafens nahe Fedderwarden in der Zeit nach Napoleon ab 1822/1823. Die ältesten noch erhaltenen Häuser stammen aus der Zeit um 1850. 1861 wurde die erste Kunststraße in Butjadingen fertiggestellt; von Brake über Ellwürden-Abbehausen kommend, endete sie am Hafen von Fedderwardersiel. Um die Unterhaltskosten zu bestreiten, wurden später an allen Staats- und Amtchausseen Wegegeldhebestellen errichtet. Sie wurden im Jahr 1900 wieder aufgehoben.
Das damals noch nahe der Küste verlaufende Weserfahrwasser verlagerte sich im Laufe der Zeit so weit, dass der Hafen als Handelsplatz an Bedeutung verlor. Anfang Mai 1945 besetzten kanadische Truppen den Ort, der 1946 unter britische Verwaltung kam. Heute ist der Hafen über den Fedderwarder Priel mit der Fahrrinne der Weser verbunden.

## Deutung des Ortsnamens
Der Ortsname ist von Großfedderwarden abgeleitet. Das Bestimmungswort könnte ein Rufname wie Feddo oder Familienname wie Federinga sein. Möglich wäre auch eine Zusammensetzung aus „feder“ für Vater oder „federia“ für Vatersbruder mit Werder oder Warft.

## Kultur und Sehenswürdigkeiten
In Fedderwardersiel informiert das Nationalpark-Haus Museum Fedderwardersiel sowohl über die Geschichte der Landschaft und ihrer Besiedlung als auch über die Bedeutung und die Belange des Nationalparks. Ganzjährig hat auch das Fischgeschäft der Butjadinger Fischereigenossenschaft geöffnet.
Alljährlich findet die „Kutter-Regatta“ statt, die sich über die Jahre hinweg zum größten Volksfest Butjadingens entwickelt hat.
Geplante künstliche Vertiefungen des Weserfahrwassers zugunsten der Häfen von Bremerhaven und Bremen bedrohen, laut Kritikern dieser Maßnahmen, den Hafen. Sie befürchten, dass die Veränderungen der Strömungsverhältnisse ein Verschlicken des Fedderwarder Priels fördern werden.

## Wirtschaft und Infrastruktur
2005 lagen in Fedderwardersiel sieben Krabbenkutter (siehe: Krabben, von den Einheimischen „Granat“ genannt) und das Fahrgastschiff Wega 2, mit dem Fahrten in den Nationalpark Niedersächsisches Wattenmeer möglich sind. Der Hafen besitzt sowohl wegen der Fischerei als auch als touristischer Anziehungspunkt wirtschaftliche Bedeutung für die Region.

## Rettungsstation der DGzRS
Seit 1874 gibt es eine Rettungsstation der Deutschen Gesellschaft zur Rettung Schiffbrüchiger. Im Hafen an der Westseite liegt für die freiwilligen Seenotretter ein Seenotrettungsboot. Das ehemalige Motorrettungsboot Wilhelmine Wiese kann in einem zum Museum umgebauten früheren Schuppen der DGzRS besichtigt werden.

## Fotogalerie

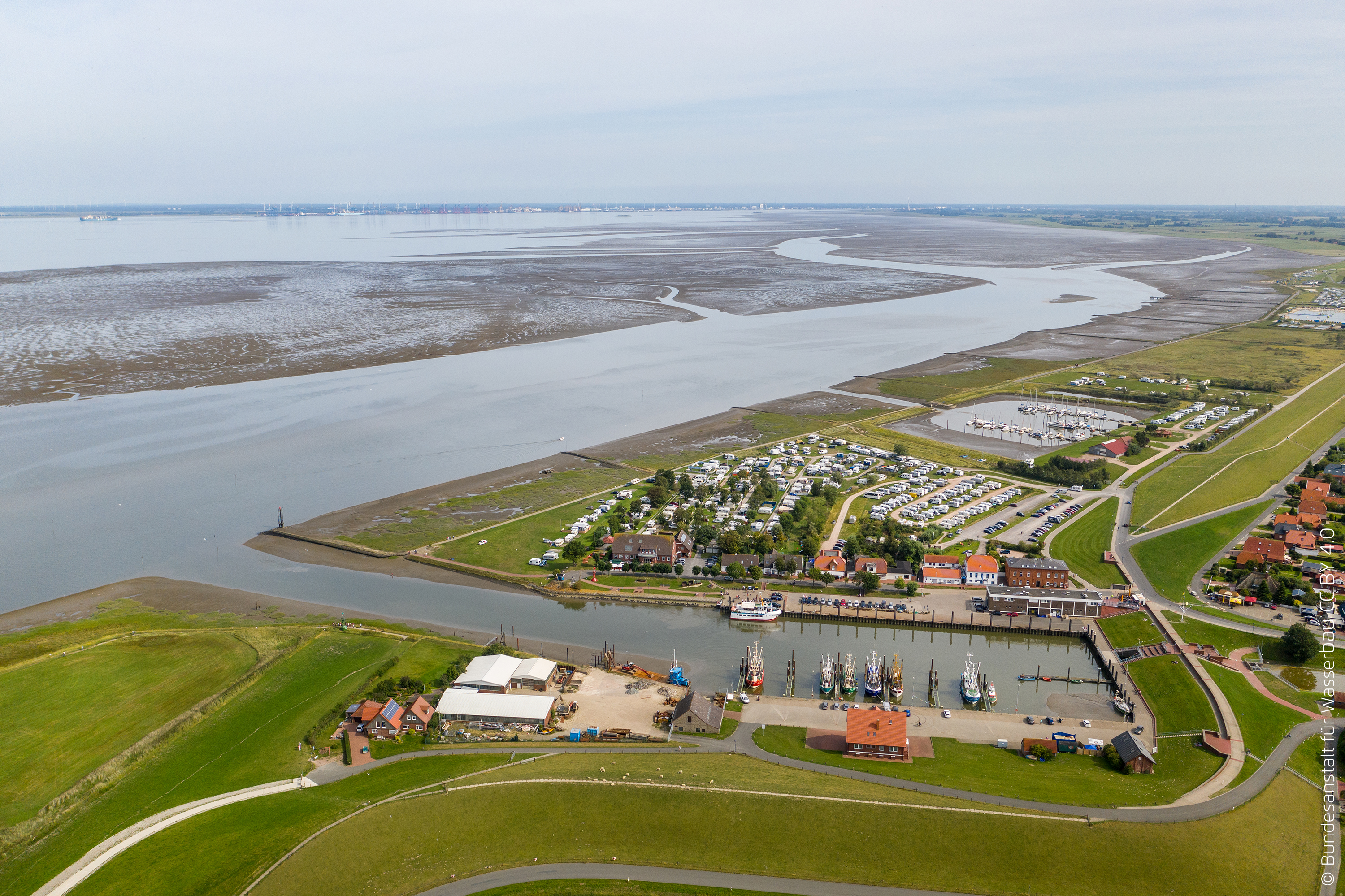
Luftbild Hafen und Außenweser
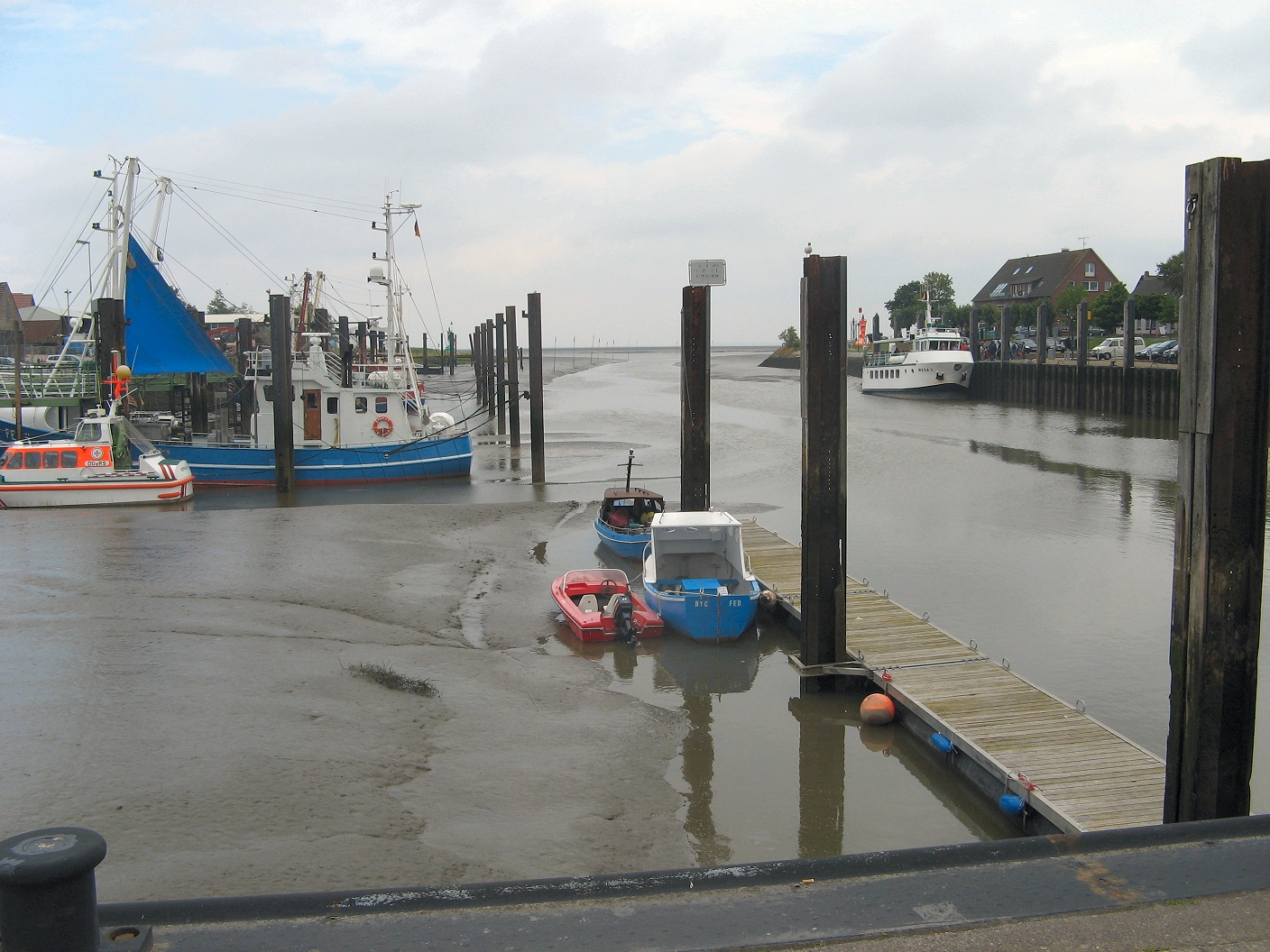
Hafen von Fedderwardersiel bei Niedrigwasser
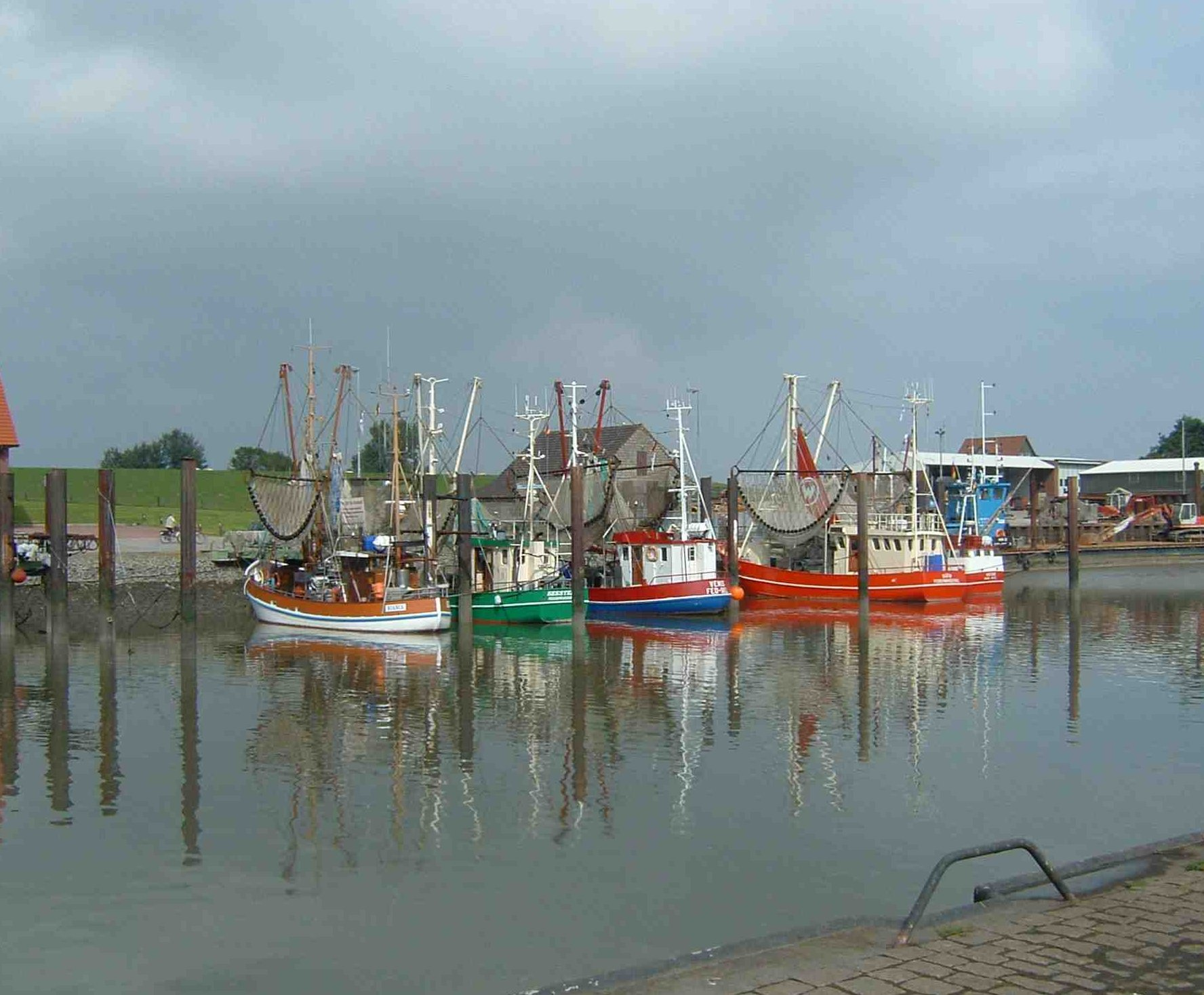
Granat-Kutter im Hafen von Fedderwardersiel
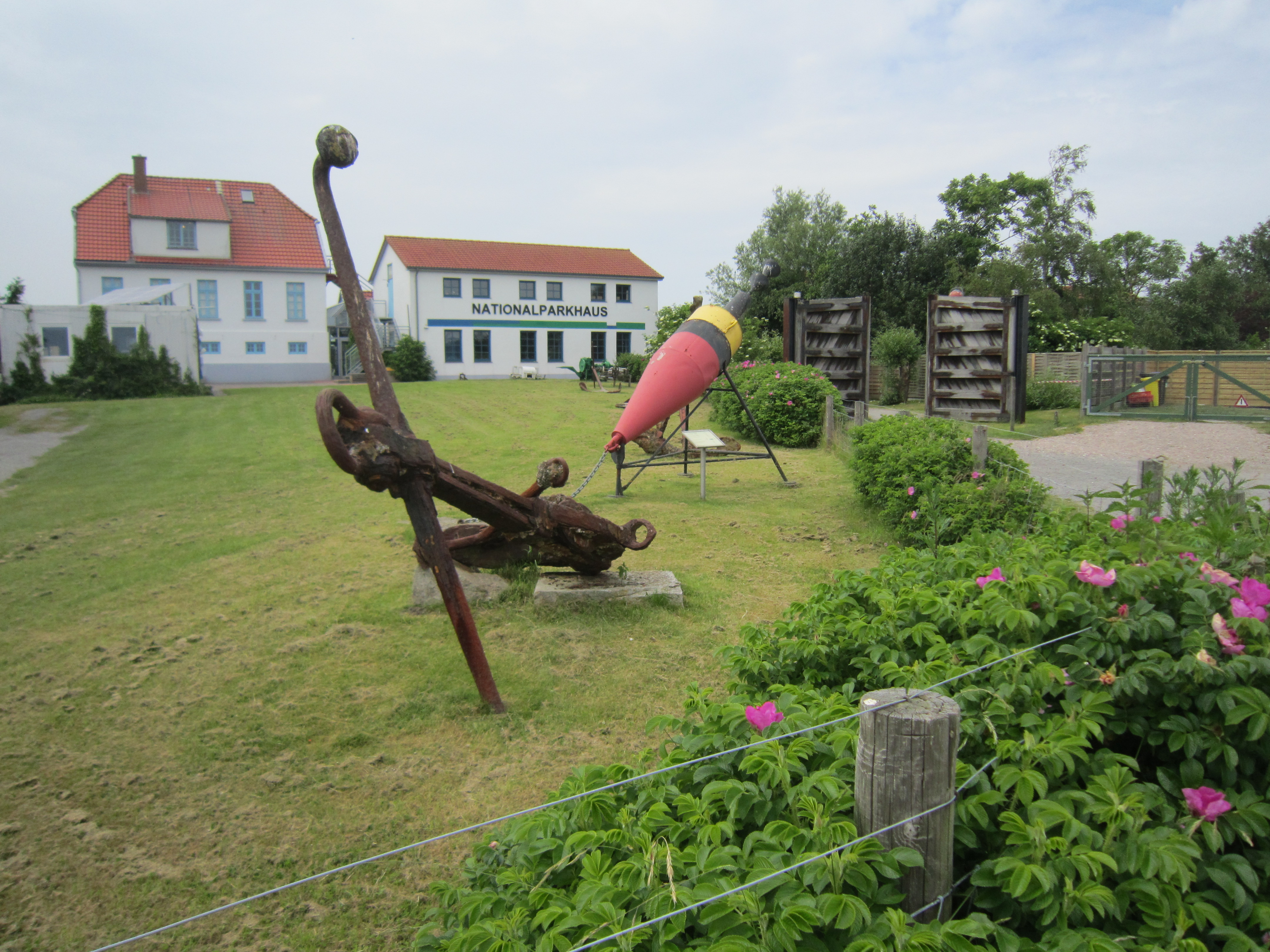
Nationalparkhaus Fedderwardersiel (Rückansicht mit Freigelände)